# Friedrichshof (Nauen)

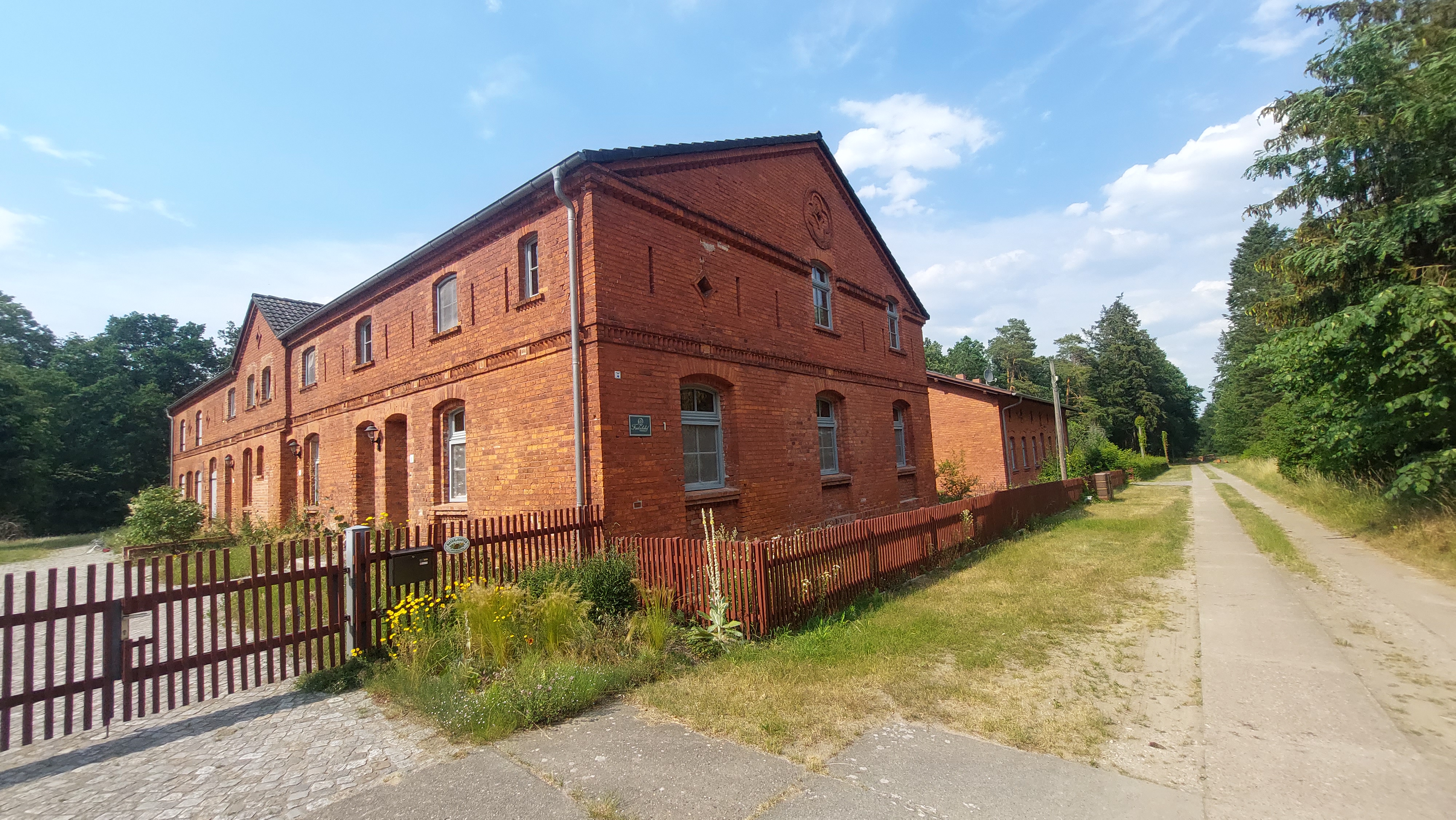
Wohnplatz Friedrichshof (2022)

Friedrichshof ist ein Wohnplatz im Ortsteil Klein Behnitz der Stadt Nauen im brandenburgischen Landkreis Havelland. Der Wohnplatz umfasst die heute denkmalgeschützten Wohn- und Wirtschaftsgebäude der Revierförsterei. 

## Lage
Der Wohnplatz Friedrichshof liegt im südwestlichsten Teil des Nauener Stadtgebiets, rund zwei Kilometer südwestlich des Dorfkerns von Klein Behnitz an einer von der Kreisstraße 6308 (innerorts Riewender Straße) abgehenden Straße. Südlich liegt Riewend, westlich die Gemeinde Märkisch Luch (Barnewitz und dessen Wohnplatz Linde).

## Geschichte

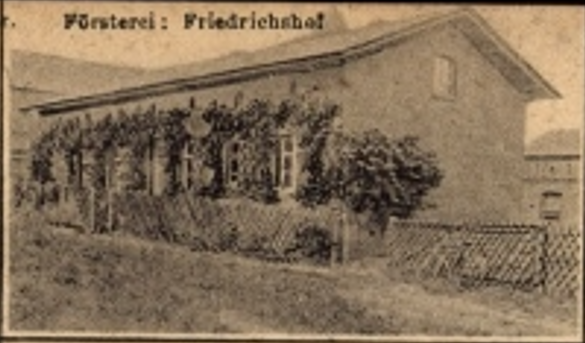
Historische Aufnahme

Friedrichshof wurde 1842 als Vorwerk von Klein Behnitz angelegt. Im Amtsblatt des damals zuständigen Regierungsbezirk Potsdam heißt es dazu mit Wirkung vom 20. September 1852: „Das ⅛ Meile südöstlich von Klein-Behnitz, nordöstlich am Wege nach Lindenau angelegte Vorwerk hat den Namen "Friedrichshof" erhalten.“ Im Jahr 1861 wohnten dort neun Personen. Das Vorwerk bestand aus einem Wohngebäude und zwei Wirtschaftsgebäuden. Zu dieser Zeit wurde in Friedrichshof Schafzucht betrieben. Der Bestand wurde 1861 mit 478 angegeben. Später wurde die Schafzucht eingestellt und die Weideflächen aufgeforstet. Die heute denkmalgeschützten roten Ziegelgebäude der Försterei, bestehend aus zwei Wohnhäusern und einem Stall, wurden um 1880 errichtet.